# Antalya (province)
La province d'Antalya est une des 81 provinces (en turc : il au singulier et iller au pluriel) de la Turquie. C'est l'une des 8 provinces de la Région Méditerranéenne (en turc : Akdeniz Bölgesi).
Sa préfecture (en turc : valiliği) se trouve dans la ville homonyme d'Antalya.

## Géographie
Sa superficie est de 20 723 km2.

## Population
Au recensement de 2000, la province était peuplée de 1 719 751 habitants, soit une densité de population de 83 hab./km2.
| 2000      | 2001      | 2002      | 2003      | 2004      | 2005      | 2006      |
| --------- | --------- | --------- | --------- | --------- | --------- | --------- |
| 1 430 539 | 1 480 282 | 1 529 110 | 1 578 367 | 1 629 338 | 1 681 656 | 1 735 239 |

| 2007      | 2008      | 2009      | 2010      | 2011      | 2012      | 2013      |
| --------- | --------- | --------- | --------- | --------- | --------- | --------- |
| 1 789 295 | 1 859 275 | 1 919 729 | 1 978 333 | 2 043 482 | 2 092 537 | 2 158 265 |

| 2014      | 2015      | 2016      | 2017      | 2018      | 2019      | 2020      |
| --------- | --------- | --------- | --------- | --------- | --------- | --------- |
| 2 222 562 | 2 288 456 | 2 328 555 | 2 364 396 | 2 426 356 | 2 511 700 | 2 548 308 |

| 2021      | 2022      | 2023      | - | - | - | - |
| --------- | --------- | --------- | - | - | - | - |
| 2 619 832 | 2 688 004 | 2 696 249 | - | - | - | - |

## Administration
La province est administrée par un préfet (en turc : vali).

## Subdivisions
La province est divisée en 15 districts (en turc : ilçe, au singulier).

## Patrimoine

### Sites archéologiques
- Antalya (Attaleia), fondée en 150 av. J.-C. par Attale II.
- Aspendos.
- Létoon, sanctuaire de Léto, près de Xanthos.
- Olympos en Lycie, fondée au IIe siècle av. J.-C.
- Patara en Lycie.
- Pergé, en Pamphylie, fondée au XIIe siècle av. J.-C.
- Sidé, en Pamphylie, fondée au VIIe siècle av. J.-C.
- Termessos, en Lycie.
- Xanthos, en Lycie.

### Autres sites remarquables
- Grotte de Karain[3]
- Église Saint-Nicolas de Myre[4]